# Henrik Kreutz
Henrik Kreutz (* 14. November 1938 in Budapest) ist ein deutscher Sozialanthropologe und Soziologe. Er war bis 2007 Inhaber des Lehrstuhls für Soziologie und Sozialanthropologie (heute: Lehrstuhl für Empirische Wirtschaftssoziologie) an der damaligen Wirtschafts- und Sozialwissenschaftlichen Fakultät der Friedrich-Alexander-Universität Erlangen-Nürnberg.
Kreutz studierte Soziologie in Köln und Wien, wo er sich 1972 habilitierte. Von 1972 bis 1974 vertrat er eine Professur in Hamburg, ab 1974 war er Inhaber einer Professur für Allgemeine Soziologie und Empirische Sozialforschung in Hannover. Von 1980 bis 2007 forschte und lehrte er in Nürnberg. Zu seinen Forschungsinteressen gehören allgemeine Soziologie, Sozialanthropologie und Entwicklungsforschung, empirische Sozialforschung, Bildungs-, Wissens-, Familien- und Jugendsoziologie sowie Finanzsoziologie.
Kreutz hat einen eigenen theoretischen Ansatz entwickelt, der sich am Pragmatismus orientiert und den er pragmatische Soziologie nennt.

## Ehrungen und Auszeichnungen
- 1971: Kardinal-Innitzer-Förderungspreis für Sozial- und Wirtschaftswissenschaften

## Veröffentlichungen (Auswahl)
- Jugend: Gruppenbildung und Objektwahl. Band 2. Wien 1965.
- Jugend und Zukunft. In: L. Rosenmayr, Henrik Kreutz (Hrsg.): Rollenerwartungen der weiblichen Jugend. Wien 1973.
- als Hrsg. mit L. Rosenmayr: Rollenerwartungen der weiblichen Jugend. Wien 1973.
- Soziologie der Jugend. München 1974.
- Sexuelles Verhalten im Umbruch. Eine soziologische Analyse der Entwicklungstendenzen in der Bundesrepublik Deutschland. In: Johannes Gründel (Hrsg.): AIDS. Herausforderung an Gesellschaft und Moral (= Schriften der Katholischen Akademie in Bayern. Band 125). Mit Beiträgen von Otto Braun-Falco, Ludwig Demling, Johannes Gründel, Gundolf Keil, Henrik Kreutz und Otfried Seewald. Mit einem Anhang Gesetzestexte, staatliche Maßnahmen, kirchliche Orientierungen. Patmos, Düsseldorf 1987, ISBN 3-491-77686-4, S. 42–79.